# U 2511 (Kriegsmarine)

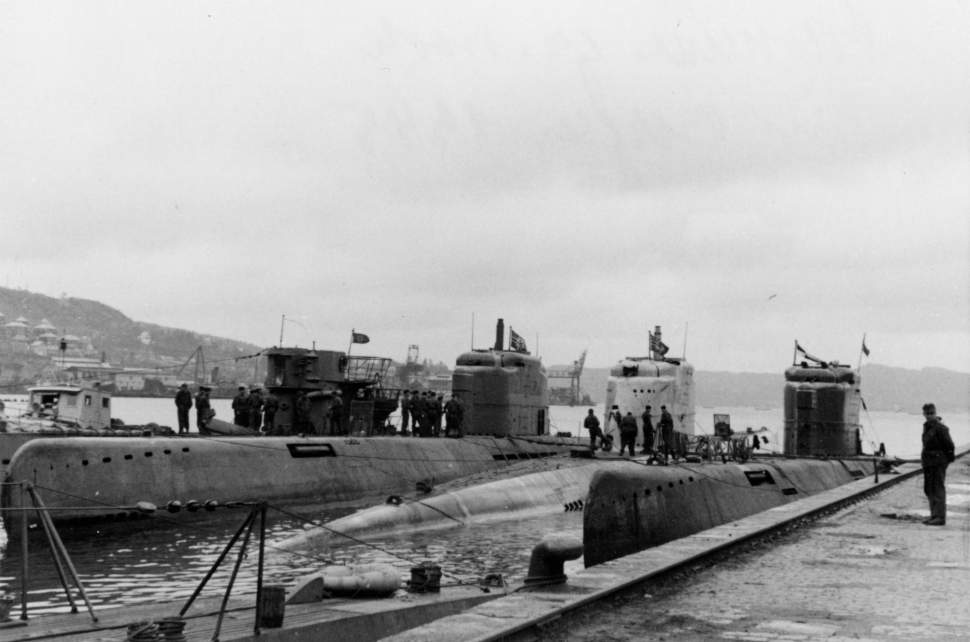
U-2511 (midden)

De U 2511 was de enige type XXI U-boot van de Duitse Kriegsmarine die een oorlogspatrouille uitvoerde op het laatst van de Tweede Wereldoorlog. Hij stond onder bevel van korvetkapitein Adalbert Schnee. 

## Geschiedenis
4 mei 1945 - Om 15:14 beval groot-admiraal Dönitz in een radioboodschap aan al zijn U-bootcommandanten het vuren te staken. Kort nadat hij het staakt-het-vuren had ontvangen ontmoette Schnee, toen hij van de Noordzee op weg was naar Bergen, een Britse kruiser en diverse torpedobootjagers. Commandant Schnee voerde een proefnadering uit onder water en kwam tot op 500 meter afstand van de kruiser.

## Ondergang
De U 2511 werd overgegeven te Bergen, Noorwegen in mei 1945. De U-boot werd overgebracht van Bergen naar Lisahally in Noord-Ierland op 14 juni 1945 voor Operatie Deadlight. De U 2511 zonk op 7 januari 1946 te 19:40 op positie 55° 33′ 8″ NB, 7° 38′ 7″ OL.